# Herbert Taylor
George Herbert Taylor (Chicago, 7 giugno 1892 – Chicago, 16 gennaio 1965) è stato un nuotatore e pallanuotista statunitense.
Ha partecipato ai Giochi di Anversa 1920, dove ha gareggiato nei 200m e partecipato al torneo di pallanuoto.